# Tig
Tig es un documental de 2015 dirigido por Kristina Goolsby y Ashley York con participación en la dirección y escritura de Jennifer Arnold y protagonizado por Tig Notaro. La película narra las dificultades que enfrenta Notaro al ser diagnosticada con cáncer de mama y sus intentos de quedarse embarazada con su prometida Stephanie Allynne.
El documental se estrenó en el Festival de Cinde de Sundance. La cantante Sharon Van Etten escribió una canción en homenaje a Tig llamada "Words" que se muestra en los créditos.

## Sinopsis
En 2012, a Notaro le diagnosticaron cáncer de mama antes de decidirse a interpretar un conjunto de material nuevo en el club de comedia Largo de Los Ángeles, una actuación que la convirtió en una sensación viral. Este documental se centra en el año que siguió a esa noche. Notaro se presenta en clubes de todo el país mientras lidia con una nueva relación con la actriz Stephanie Allynne, intenta tener un hijo y enfrenta el fallecimiento de su madre.